# Dekanat lęborski
Dekanat Lębork – jeden z 30 dekanatów w rzymskokatolickiej diecezji pelplińskiej.

Dekanat składa się z sześciu parafii leżących na terenie miasta Lęborka trzech z terenu gminy Nowa Wieś Lęborska, powiatu lęborskiego i jednej z terenu gminy Łęczyce, powiatu wejherowskiego.

## Parafie
W skład dekanatu wchodzi 10 parafii:
- parafia Matki Bożej Częstochowskiej – Leśnice
- parafia Miłosierdzia Bożego – Lębork
- parafia Najświętszego Serca Pana Jezusa – Lębork
- parafia Najświętszej Maryi Panny Królowej Polski – Lębork
- parafia św. Jadwigi Śląskiej – Lębork
- parafia św. Jakuba Apostoła – Lębork
- parafia św. Maksymiliana Marii Kolbego – Lębork
- parafia św. Brata Alberta Chmielowskiego – Mosty
- parafia Niepokalanego Poczęcia Najświętszej Maryi Panny – Nowa Wieś Lęborska
- parafia św. Wojciecha – Rozłazino

## Sąsiednie dekanaty
Główczyce, Gniewino, Luzino (archidiec. gdańska), Łeba, Łupawa, Sierakowice